# Магнојевић Доњи
Магнојевић Доњи је насељено мјесто у граду Бијељина, Република Српска, БиХ. Према попису становништва из 1991. у насељу је живјело 613 становника.

## Становништво
| Националност       | 1991.        | 1981.        | 1971.        |
| Срби               | 612 (99,83%) | 614 (95,48%) | 632 (99,52%) |
| Југословени        | 0            | 29 (4,51%)   | 0            |
| остали и непознато | 1 (0,16%)    | 0            | 3 (0,47%)    |
| Укупно             | 613          | 643          | 635          |

| Демографија | Демографија | Демографија |
| Година      | Становника  | Становника  |
| ----------- | ----------- | ----------- |
| 1948.       | 568         |             |
| 1953.       | 592         |             |
| 1961.       | 607         |             |
| 1971.       | 635         |             |
| 1981.       | 643         |             |
| 1991.       | 613         |             |

## Религија
Црква Преподобне мати Параскеве у Магнојевићу Доњем